# 許玉芳
許玉芳（1974年2月2日—）是臺灣女子田徑運動員。她曾被票選全運會最佳女運動員，並於2004年在夏季奧林匹克運動會女子馬拉松獲第57名。她也參加了2015年世界田徑錦標賽。
2016年6月，許玉芳在中華奧會禁藥組的例行藥檢中被驗出禁藥「利尿劑」，被取消里約奧運。

## 外部連結
- 許玉芳在的頁面